# الحزب الجمهوري (الولايات المتحدة)
الحزب الجمهوري (بالإنجليزية: Republican Party)، ويُشار إليه أيضًا بوصفه الحزب القديم العظيم (بالإنجليزية: Grand Old Party، واختصارًا: GOP)، هو أحد الحزبين السياسيين الرئيسيين المعاصرين في الولايات المتحدة، إلى جانب منافسه الرئيس، الحزب الديمقراطي. وبرز باعتباره المنافس السياسي الرئيسي للحزب الديمقراطي الذي كان مهيمنًا آنذاك في منتصف خمسينيات القرن التاسع عشر، وهيمن الحزبان على السياسة الأمريكية منذ ذلك الحين.
تأسس الحزب الجمهوري في عام 1854 على يد معارضي قانون كانساس نبراسكا، الذي سمح بانتشار العبودية في بعض الأراضي الأمريكية. دعم الحزب الليبرالية الكلاسيكية والإصلاح الاقتصادي وعارض انتشار العبودية في البلاد. كان أبراهام لينكون أول رئيس أمريكي من الحزب الجمهوري.  في عام 1865، تحت قيادة لينكولن والكونغرس الجمهوري، حُظرت العبودية في الولايات المتحدة. كان الحزب، على نحو عام، مهيمنًا خلال فترة النظام الحزبي الثالث والنظام الحزبي الرابع. بعد عام 1912، شهد الحزب تحولًا أيديولوجيًا نحو اليمين. بعد سن قانون الحقوق المدنية لعام 1964 وقانون حقوق التصويت لعام 1965، تغير الجوهر الأساسي للحزب، وأصبحت الولايات الجنوبية أكثر جدارة بالثقة في السياسة الرئاسية. تشمل قاعدة دعم الحزب في القرن الحادي والعشرين الأشخاص الذين يعيشون في المناطق الريفية، والرجال، وأبناء الجيل الصامت، والأمريكيين البيض، والمسيحيين الإنجيليين.
تتبنى أيديولوجية الحزب الجمهوري في القرن الواحد والعشرين توجه المُحافظة الأمريكيّة، الذي يجمع ما بين السياسات الاقتصادية المُحافظة والقيم الاجتماعية المُحافظة. يدعم الحزب الجمهوري تخفيض الضرائب، ورأسمالية السوق الحر، وفرض قيود على الهجرة، وزيادة الإنفاق العسكري على القوات المسلحة، وحقوق حيازة وحمل السلاح للأمريكيين، وفرض قيود على الإجهاض والحد من النقابات العمالية، بالإضافة إلى إلغاء القرارات والمراسيم الحكومية المقيدة والسماح للسوق بالعمل بحرية أكبر. بعد قرار المحكمة العليا عام 1973 في قضية رو ضد ويد، عارض الحزب الجمهوري الإجهاض في برنامجه السياسي المُعلن وزادت شعبيته بين الإنجيليين. كان الحزب الجمهوري ملتزمًا بالسياسة الحمائية والرسوم الجمركية عند تأسيسه ولكنه أصبح أكثر دعمًا للتجارة الحرّة في القرن العشرين.
للولايات المتحدة حتى الآن 19 رئيسًا جمهوريًا في تاريخها (آخرهم الرئيس الحالي دونالد ترامب)، وبذلك يُعدّ الحزب الجمهوري الحزب الأكثر انتخابًا لمنصب الرئاسة. يمثل الحزب الجمهوري اعتبارًا من مطلع عام 2021 الأقلية في مجلس الشيوخ الأمريكي، والأقلية في مجلس النواب الأمريكي، والأغلبية في مناصب حكام الولايات، والأغلبية (30) في الهيئات التشريعية للولايات، و23 ولاية تابعة لحكومة تريفكتا (الحاكم والغرف التشريعية). رُشح ستة من أصل القضاة التسعة في المحكمة العليا للولايات المتحدة من قبل رؤساء جمهوريين.

## التاريخ

### القرن التاسع عشر
تأسس الحزب الجمهوري في الولايات الشمالية في عام 1854على يد القوى المعارضة لتوسع الرق وحزب اليمين السابق وحزب الأرض الحرة السابق. سرعان ما أصبح الحزب الجمهوري المعارض الرئيسي للحزب الديمقراطي المهيمن وحزب اللا أدري الذي حقق شعبية لفترة وجيزة. نمت شعبية الحزب بسبب معارضة قانون كانساس نبراسكا، الذي ألغى قرار تسوية ميزوري وفتح إقليم كانساس وإقليم نبراسكا لتجارة الرق والقبول مستقبلًا كولايتين متعاطيتين بالرق. دعا الجمهوريون إلى التحديث الاقتصادي والاجتماعي. استنكروا ظاهرة انتشار الرق باعتباره شرًا عظيمًا، لكنهم لم يدعوا إلى إنهائه في الولايات الجنوبية. عُقد الاجتماع العام الأول للحركة العامة المناهضة لنبراسكا، في 20 مارس 1854 في ريبون، ويسكونسن، والذي اقتُرح فيه اسم الحزب. اختير الاسم، إلى حد ما، لتكريم الحزب الجمهوري للرئيس توماس جيفرسون. عُقد أول مؤتمر رسمي للحزب في 6 يوليو 1854 في جاكسون، ميشيغان.
في المؤتمر الوطني الجمهوري لعام 1856، تبنى الحزب منهاجًا وطنيًا يشدد على معارضة التوسع في الرق إلى أراضي الولايات المتحدة. في حين خسر المرشح الجمهوري جون تشارلز فريمونت الانتخابات الرئاسية الأمريكية سنة 1856 أمام منافسه الديمقراطي جيمس بيوكانان، فقد فاز في 11 من أصل 16 ولاية شمالية.

## المواقف السياسية

### السياسات الاقتصادية
يعتقد الجمهوريون أن الأسواق الحرة والإنجازات الفردية هي العوامل الأساسية وراء الازدهار الاقتصادي. دافع الجمهوريون دائمًا عن المحافظة المالية خلال الإدارات الديمقراطية؛ وأبدوا استعدادهم لزيادة الديون الفيدرالية عند استلامهم مسؤولية الحكومة (كتطبيق تخفيضات بوش الضريبية، والجزء دال من قانون الرعاية الطبية وقانون التخفيضات الضريبية والوظائف لعام 2017). استمرت الإدارات الجمهورية منذ أواخر ستينيات القرن العشرين في الحفاظ على مستويات الإنفاق الحكومي السابقة أو زيادتها، وذلك على الرغم من التعهدات بتراجع الإنفاق الحكومي.
يدافع الجمهوريون المعاصرون عن نظرية اقتصاد الموارد الجانبية، والتي تنص على أن معدلات الضرائب المنخفضة تزيد من النمو الاقتصادي. يعارض العديد من الجمهوريين معدلات الضرائب الأعلى لأصحاب الدخول الأعلى، والتي يعتقدون أنها تستهدف بشكل غير عادل أولئك الذين يخلقون الوظائف والثروة. يعتقدون أيضًا أن الإنفاق الخاص أكثر كفاءة من الإنفاق الحكومي. سعى المشرّعون الجمهوريون إلى الحد من التمويل لفرض الضرائب وتحصيلها. يميل الجمهوريون على المستوى الوطني ومستوى الولاية إلى اتباع سياسات التخفيضات الضريبية وإلغاء الضوابط.
يعتقد الجمهوريون أن الأفراد يجب أن يتحملوا مسؤولية ظروفهم الخاصة. يعتقدون أيضًا أن القطاع الخاص أكثر فاعلية في مساعدة الفقراء من خلال الأعمال الخيرية مما تقدمه الحكومة من خلال برامج الرعاية الاجتماعية؛ وأن برامج المساعدة الاجتماعية غالبًا ما تؤدي إلى الاعتماد على الحكومة.[بحاجة لمصدر]
يعتقد الجمهوريون أن الشركات يجب أن تكون قادرة على تأسيس ممارسات التوظيف الخاصة بها، بما في ذلك المزايا والأجور، مع تحديد السوق الحر لسعر العمل. عارض الجمهوريون منذ عشرينيات القرن الماضي عمومًا منظمات وأعضاء اتحاد نقابة العمال. أيد الجمهوريون قانون تافت-هارتلي لعام 1947 على المستوى الوطني، والذي يمنح العمال الحق في عدم المشاركة في النقابات. يدعم الجمهوريون الحديثون على مستوى الولاية عمومًا قوانين مختلفة للحق في العمل، والتي تحظر الاتفاقات الأمنية النقابية التي تتطلب من جميع العمال في مكان العمل النقابي دفع مستحقات أو رسوم حصة عادلة، وذلك بغض النظر عما إذا كانوا أعضاء في النقابة أم لا.
يعارض معظم الجمهوريين الزيادات في الحد الأدنى للأجور، معتقدين أن مثل هذه الزيادات تضر الشركات بإجبارها على الاستغناء عن الوظائف والاستعانة بمصادر خارجية في الوقت الذي تُنقل فيه التكاليف إلى المستهلكين.
يعارض الحزب نظام الرعاية الصحية أحادية الدافع، ويصفه بأنه طب اجتماعي. يتمتع الحزب الجمهوري بسجل مختلط في دعم برامج التأمين الاجتماعي والرعاية الطبية والمساعدات الطبية الشهيرة تاريخيًا؛ وسعى حينها إلى إلغاء قانون الرعاية الصحية الميسرة التكلفة منذ تقديمه في عام 2010، وعارض توسعات المساعدات الطبية.

### السياسات البيئية
دعم القادة التقدميون في الحزب الجمهوري حماية البيئة عبر التاريخ. كان الرئيس الجمهوري ثيودور روزفلت من دعاة الحفاظ على البيئة، وأدت سياساته في النهاية إلى إنشاء إدارة المتنزهات الوطنية. وقع الرئيس الجمهوري ريتشارد نيكسون تشريعًا لإنشاء وكالة حماية البيئة الأمريكية في عام 1970، وذلك على الرغم من أنه لم يكن من دعاة حماية البيئة، وامتلك برنامجًا بيئيًا شاملًا. تغير هذا الموقف منذ ثمانينيات القرن العشرين وإدارة الرئيس رونالد ريغان، الذي وصف الأنظمة البيئية بأنها عبء على الاقتصاد. اتخذ الجمهوريون مواقف متزايدة ضد التنظيم البيئي منذ ذلك الحين، ورفض العديد من الجمهوريين الإجماع العلمي حول تغير المناخ.
انشق حاكم كاليفورنيا آنذاك، في عام 2006، أرنولد شوارزنيجر عن العقيدة الجمهورية للتوقيع على عدة مشاريع قوانين تفرض حدودًا قصوى لانبعاثات الكربون في كاليفورنيا. عارض رئيس الولايات المتحدة حينها، جورج بوش الابن، القيود الإلزامية على المستوى الوطني. طُعِن في قرار بوش بعدم إدراج غاز ثاني أكسيد الكربون كمادة ملوثة في المحكمة العليا من قبل 12 ولاية، وذلك مع حكم المحكمة ضد إدارة بوش في عام 2007. عارض بوش علنًا التصديق على بروتوكولات كيوتو التي سعت إلى الحد من انبعاثات غازات الاحتباس الحراري، وبالتالي التخفيف من آثار تغير المناخ. تعرض منصبه لانتقادات شديدة من قبل علماء المناخ.
يرفض الحزب الجمهوري سياسة تجارة الانبعاثات للحد من انبعاثات الكربون. اقترح السناتور جون ماكين في العقد الأول من القرن الحادي والعشرين مشاريع قوانين (مثل قانون رعاية المناخ لماكين ليبرمان)، والتي كانت من الممكن أن تنظم انبعاثات الكربون، ولكن لم يكن موقفه من تغير المناخ عاديًا بين أعضاء الحزب رفيعي المستوى. دعم بعض المرشحين الجمهوريين تطوير أنواع الوقود البديلة من أجل تحقيق استقلال الطاقة للولايات المتحدة. يدعم بعض الجمهوريين التنقيب عن النفط في المناطق المحمية مثل محمية القطب الشمالي الوطنية للحياة البرية، وهو الموقف الذي أثار انتقادات النشطاء.
عارض العديد من الجمهوريين أثناء رئاسة باراك أوباما اللوائح البيئية الجديدة لإدارته، مثل تلك المتعلقة بانبعاثات الكربون من الفحم. أيد العديد من الجمهوريين بشكل خاص بناء خط أنابيب كيستون. دعمت الشركات هذا الموقف، ولكن عارضته مجموعات الشعوب الأصلية ونشطاء البيئة.
ذكر مركز التقدم الأمريكي، وهو مجموعة مناصرة ليبرالية غير ربحية، بأن أكثر من 55% من أعضاء الكونغرس الجمهوريين كانوا من ناكري التغير المناخي في عام 2014. وجد موقع بوليتيفاكت الإلكتروني في مايو عام 2014 أن «عددًا قليلًا نسبيًا من أعضاء الكونغرس الجمهوري يقبلون الاستنتاج العلمي السائد بأن الاحتباس الحراري أمر حقيقي ومن صنع الإنسان». وجدت المجموعة ثمانية أعضاء اعترفوا بذلك، وذلك على الرغم من اعتراف المجموعة بأنه يمكن أن يكون هناك المزيد، وأن أعضاء الكونغرس لم يتخذوا جميعًا موقفًا بشأن هذه القضية.
انتقل الحزب الجمهوري منذ عام 2008 حتى عام 2017 من «مناقشة كيفية مكافحة تغير المناخ الذي يسببه الإنسان إلى النقاش بأنه غير موجود»، وذلك وفقًا لصحيفة نيويورك تايمز. صوت مجلس الشيوخ الأمريكي الذي يقوده الجمهوريون في يناير عام 2015 بنسبة 98 مقابل صوت واحد لتمرير قرار يقر بأن «تغير المناخ حقيقي وليس خدعة»؛ ولكن التعديل الذي ينص على أن «النشاط البشري يساهم بشكل كبير في تغير المناخ» قد أيده فقط خمسة أعضاء جمهوريين في مجلس الشيوخ.

### الهجرة
كان الحزب الجمهوري معارضًا للهجرة أكثر من الديمقراطيين في الفترة بين عامي 1850 و1870؛ ويرجع ذلك جزئيًا إلى اعتماد الحزب الجمهوري على دعم الأحزاب المعادية للكاثوليكية والمناهضة للمهاجرين، مثل حزب اللا أدري، في ذلك الوقت. أصبح الحزب الجمهوري أكثر دعمًا للهجرة في العقود التي أعقبت الحرب الأهلية، إذ مثّل المصنّعين في الشمال الشرقي (الذين أرادوا عمالًا إضافيين) بينما أصبح يُنظر إلى الحزب الديمقراطي على أنه حزب العمال (الذي أراد عددًا أقل من العمال للتنافس معهم). غيرت الأحزاب موااقفها مرة أخرى بدءًا من سبعينيات القرن العشرين، إذ أصبح الديمقراطيون أكثر دعمًا للهجرة من الجمهوريين.
ينقسم الجمهوريون حول كيفية مواجهة الهجرة غير الشرعية بين منصة تسمح للعمال المهاجرين وطريق للحصول على الجنسية للمهاجرين غير المسجلين (بدعم أكثر من المؤسسة الجمهورية)؛ وذلك مقابل موقف يركز على تأمين الحدود وترحيل المهاجرين غير الشرعيين (بدعم من الشعبويين). أيد البيت الأبيض مجلس الشيوخ بقيادة الجمهوريين في عام 2006، وأقر إصلاحًا شاملًا للهجرة كان سيسمح في النهاية لملايين المهاجرين غير الشرعيين بأن يصبحوا مواطنين، ولكن مجلس النواب (الذي يقوده أيضًا الجمهوريون) لم يقدم مشروع القانون. دعا العديد من الجمهوريين إلى اتباع نهج أكثر ودية تجاه المهاجرين، وذلك بعد الهزيمة في الانتخابات الرئاسية لعام 2012، ولاسيما بين اللاتينيين. اتخذ نطاق المرشحين موقفًا حادًا ضد الهجرة غير الشرعية في عام 2016، إذ اقترح المرشح الرئيسي دونالد ترامب بناء جدار على طول الحدود الجنوبية للبلاد. جذبت الاقتراحات التي تدعو إلى إصلاح نظام الهجرة مع مسار للحصول على الجنسية للمهاجرين غير المسجلين دعمًا جمهوريًا واسعًا في بعض استطلاعات الرأي. أيد 60% من الجمهوريين مفهوم المسار في استطلاع عام 2013.

## رؤساء الولايات المتحدة المنتسبين للحزب الجمهوري
بلغ مجموع عدد رؤساء الولايات المتحدة المنتسبين للحزب الجمهوري حتى الآن 19 رئيس.
| #  | الاسم                         | الصورة | الولاية    | بداية الرئاسة  | نهاية الرئاسة                     |
| -- | ----------------------------- | ------ | ---------- | -------------- | --------------------------------- |
| 16 | أبراهام لينكون (1809–1865)    |        | إلينوي     | 4 مارس 1861    | 15 أبريل 1865 (توفي خلال رئاسته)  |
| 18 | يوليسيس جرانت (1822–1885)     |        | إلينوي     | 4 مارس 1869    | 4 مارس 1877                       |
| 19 | رذرفورد هايز (1822–1893)      |        | أوهايو     | 4 مارس 1877    | 4 مارس 1881                       |
| 20 | جيمس جارفيلد (1831–1881)      |        | أوهايو     | 4 مارس 1881    | 19 سبتمبر 1881 (توفي خلال رئاسته) |
| 21 | تشستر آرثر (1829–1886)        |        | نيويورك    | 19 سبتمبر 1881 | 4 مارس 1885                       |
| 23 | بنجامين هاريسون (1833–1901)   |        | إنديانا    | 4 مارس 1889    | 4 مارس 1893                       |
| 25 | ويليام ماكينلي (1843–1901)    |        | أوهايو     | 4 مارس 1897    | 14 سبتمبر 1901 (توفي خلال رئاسته) |
| 26 | ثيودور روزفلت (1858–1919)     |        | نيويورك    | 14 سبتمبر 1901 | 4 مارس 1909                       |
| 27 | ويليام هوارد تافت (1857–1930) |        | أوهايو     | 4 مارس 1909    | 4 مارس 1913                       |
| 29 | وارن جي. هاردينغ (1865–1923)  |        | أوهايو     | 4 مارس 1921    | 2 أغسطس 1923 (توفي خلال رئاسته)   |
| 30 | كالفين كوليدج (1872–1933)     |        | ماساتشوستس | 2 أغسطس 1923   | 4 مارس 1929                       |
| 31 | هربرت هوفر (1874–1964)        |        | كاليفورنيا | 4 مارس 1929    | 4 مارس 1933                       |
| 34 | دوايت أيزنهاور (1890–1969)    |        | كانساس     | 20 يناير 1953  | 20 يناير 1961                     |
| 37 | ريتشارد نيكسون (1913–1994)    |        | كاليفورنيا | 20 يناير 1969  | 9 أغسطس 1974 (استقال من المنصب)   |
| 38 | جيرالد فورد (1913–2006)       |        | ميشيغان    | 9 أغسطس 1974   | 20 يناير 1977                     |
| 40 | رونالد ريغان (1911–2004)      |        | كاليفورنيا | 20 يناير 1981  | 20 يناير 1989                     |
| 41 | جورج بوش الأب (1924–2018)     |        | تكساس      | 20 يناير 1989  | 20 يناير 1993                     |
| 43 | جورج دبليو بوش (1946–)        |        | تكساس      | 20 يناير 2001  | 20 يناير 2009                     |
| 45 | دونالد ترامب (1946–)          |        | نيويورك    | 20 يناير 2017  | 20 يناير 2021                     |

## وصلات خارجية
- الموقع الرسمي